# IC 5083
IC 5083 ist eine elliptische Galaxie vom Hubble-Typ E0 im Sternbild Equuleus am Nordsternhimmel. Sie ist schätzungsweise 581 Millionen Lichtjahre von der Milchstraße entfernt und hat einen Durchmesser von etwa 85.000 Lj.

Im selben Himmelsareal befindet sich u. a. die Galaxie NGC 7015.
Das Objekt wurde am 12. August 1897 von Lewis Swift entdeckt.